# Gouda (miasto)
Goudaⓘ (wym. nid. [ˈɣɑu̯.daː]) – miasto i gmina położone w zachodniej części Holandii. Liczba mieszkańców: około 70 tys.
Gouda jest słynna na całym świecie dzięki produkowanemu tu serowi, którym od wieków handluje się na miejscowym targu. Dzisiaj można takie targowisko zobaczyć od początku kwietnia do końca sierpnia w każdy czwartek rano, kiedy to okoliczni producenci serów w ludowych strojach odtwarzają dawny targ serów. Ser z Goudy nie jest w zasadzie produkowany w Goudzie, ale w okolicznych gospodarstwach i fabrykach. Pełnotłusty ser z Goudy zawdzięcza swą sławę temu, że urząd miejski dbał o kontrolę jakości oferowanych serów. Sery były również ważone w wadze miejskiej.
W mieście produkuje się też świece, fajki gliniane i wafle przekładane syropem stroopwafels. Dawniej w Goudzie znajdowały się liczne fabryki włókiennicze i kilka browarów. Ciekawym zabytkiem jest ratusz pochodzący z XV wieku.
Co roku przed świętami Bożego Narodzenia odbywa się spektakularny wieczór przy świecach, kiedy na rynku gasną wszystkie światła elektryczne i palą się wszędzie świece, w oknach ratusza i oknach kamienic wokół rynku, i tradycyjnie odczytywane są wersety z Biblii. Świąteczna choinka jest corocznie fundowana przez zakonnice z zakonu Köngsberg w Norwegii.
W mieście znajduje się stacja kolejowa Gouda.

## Historia
Miasto uzyskało prawa miejskie w 1272 roku od hrabiego Florisa V, jednocześnie były to pierwsze prawa miejskie wydane miastu w prowincji Holandia Południowa.

## Współpraca
- Gloucester, Wielka Brytania
- Kongsberg, Norwegia
- Solingen, Niemcy

## Galeria

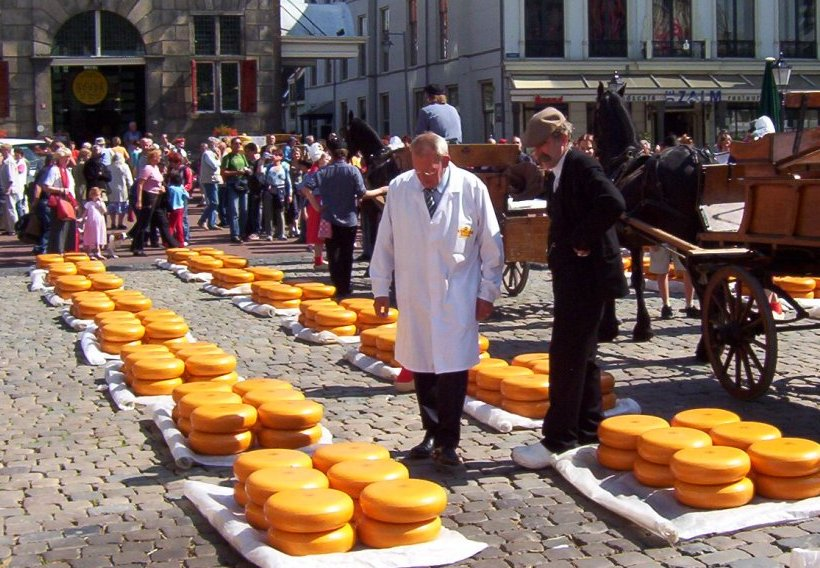
Targ serowy
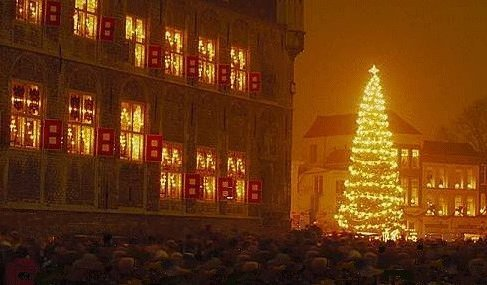
Wieczór przy świecach Kaarsjesavond
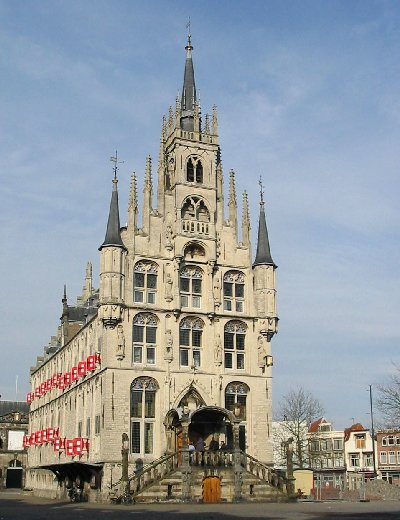
Ratusz miejski
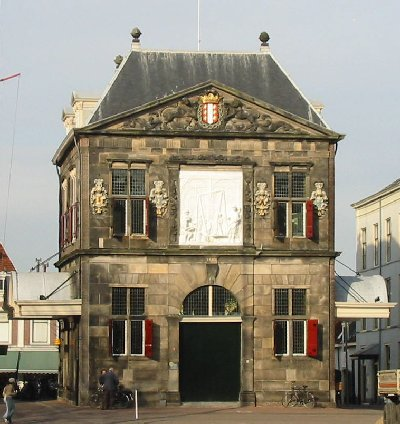
Budynek wagi miejskiej